# 貝薩齊奧
貝薩齊奧是瑞士的城鎮，位於該國南部，由提契諾州負責管轄，面積.88平方公里，海拔高度497米，2011年人口618，八成人口信奉羅馬天主教，人口密度每平方公里702人。